# Anna Hall
Pour les articles homonymes, voir Hall.
Anna Hall (née le 23 mars 2001 à Highlands Ranch, dans le Colorado) est une athlète américaine, spécialiste des épreuves combinées.
Elle est notamment vice-championne du monde de l'heptathlon à Budapest en 2023.

## Biographie

### Carrière sportive
Anna Hall s'adjuge la médaille d'or de l'heptathlon lors des championnats panaméricains juniors 2019 à San José (Costa Rica).

### Médaille de bronze mondiale (2022)
Le 7 mai 2022, à Fayetteville, Hall remporte le concours de l'heptathlon comptant pour les championnats des États-Unis 2022, en établissant un nouveau record personnel avec 6 458 pts. Plus tard dans la saison, elle s'impose aux Championnats NCAA à Eugene, avec 6 385 pts. L'Américaine décroche la médaille de bronze lors des championnats du monde 2022 à Eugene. Elle améliore à cette occasion son record avec 6 755 points, en étant seulement devancée par la Belge Nafissatou Thiam et la Néerlandaise Anouk Vetter.

### Médaille d'argent mondiale et nouveaux records personnels en pentathlon et heptathlon (2023)
Le 16 février 2023, elle bat le record d'Amérique du Nord, d'Amérique centrale et des Caraïbes du pentathlon de 199 points avec 5 004 points au total lors des championnats nationaux en salle à Albuquerque, réalisant la deuxième performance mondiale de tous les temps derrière les 5 013 points de Nataliya Dobrynska. Elle s'impose également dans l'épreuve du 400 mètres dans le temps de 51 s 03.
Lors du meeting de Götzis fin mai, Hall domine largement l'heptathlon en totalisant 6 988 points, devenant ainsi la cinquième meilleure performeuse de tous les temps. Elle bat notamment ses records lors de 5 des 7 épreuves au programme : 12 s 75 sur 100 m haies ; 1,92 m à la hauteur ; 22 s 88 sur 200 m ; 6,54 m à la longueur et 2 min 2 s 97 sur 800 m.
Favorite des Mondiaux de Budapest en l'absence de la tenante du titre Nafissatou Thiam, l'Américaine doit cependant se contenter de l'argent avec 6 720 points, battue par la Britannique Katarina Johnson-Thompson. Malgré sa victoire sur la dernière épreuve du 800 m, elle échoue en effet à 20 points de sa principale adversaire, soit le plus petit écart de toute l'histoire des championnats du monde.

### Cinquième des Jeux Olympiques de Paris (2024)
En janvier 2024, elle annonce avoir été opérée au genou en début d'année et déclare forfait pour les Championnats du monde d'athlétisme en salle 2024 à Glasgow.
Elle remporte les Sélections olympiques américaines d'athlétisme 2024 avec 6614 points et se qualifie ainsi pour les Jeux olympiques d'été de 2024.
À Paris, elle finit cinquième de l'heptathlon, à 92 points du podium.

### Nouveau record personnel de l'heptathlon (2025)
Lors de l'Hypo-Meeting de Götzis 2025 , Anna Hall bat trois records personnels, au saut en hauteur avec 1,95m, au lancer de poids avec 14,86m ainsi qu’au 800 m avec 2 min 01 s 23. Elle bat ainsi son record personnel de l’heptathlon avec 7032 points, deuxième meilleure performance de tous les temps à égalité avec Carolina Klüft et derrière le record du monde de Jackie Joyner-Kersee. Sa performance au 800 m est également la meilleure performance mondiale de tous les temps réalisée lors d'un heptathlon.   

### Vie privée
Elle a été en couple avec le tennisman professionnel américain Ben Shelton de novembre 2021 à janvier 2023. Ils se sont rencontrés sur les bancs de l'Université de Floride.
À l'automne 2023, elle fréquente le joueur de NFL Joejuan Williams.
Elle est en couple depuis novembre 2024 avec le joueur de NFL Darius Slayton (Giants de New York).

## Palmarès

### International
| Date | Compétition                        | Lieu     | Résultat | Épreuve    | Points    |
| ---- | ---------------------------------- | -------- | -------- | ---------- | --------- |
| 2018 | Championnats du monde juniors      | Tampere  | 9e       | Heptathlon | 5 655     |
| 2019 | Championnats panaméricains juniors | San José | 1re      | Heptathlon | 5 847     |
| 2022 | Championnats du monde              | Eugene   | 3e       | Heptathlon | 6 755     |
| 2023 | Championnats du monde              | Budapest | 2e       | Heptathlon | 6 720 pts |
| 2024 | Jeux olympiques                    | Paris    | 5e       | Heptathlon | 6 615 pts |

### National
- Championnats des États-Unis d'athlétisme :
  - Heptathlon : titrée en 2022 et 2023
- Championnats des États-Unis d'athlétisme en salle :
  - 400 m : titrée en 2023
  - Pentathlon : titrée en 2023

## Records
| Épreuve           | Performance        | Lieu   | Date            |
| ----------------- | ------------------ | ------ | --------------- |
| 100 m haies       | 12 s 75            | Götzis | 27 mai 2023     |
| Saut en hauteur   | 1,95 m             | Götzis | 31 mai 2025     |
| Lancer du poids   | 14,86 m            | Götzis | 31 mai 2025     |
| 200 m             | 22 s 88            | Götzis | 31 mai 2025     |
| Saut en longueur  | 6,54 m             | Götzis | 28 mai 2023     |
| Lancer du javelot | 45,75 m            | Eugene | 18 juillet 2022 |
| 800 m             | 2 min 1 s 23 (WHB) | Götzis | 1er juin 2025   |
| Heptathlon        | 7 032 pts          | Götzis | 1er juin 2025   |

| Épreuve          | Performance    | Lieu            | Date            |
| ---------------- | -------------- | --------------- | --------------- |
| 60 m haies       | 8 s 04         | Albuquerque     | 16 février 2023 |
| Saut en hauteur  | 1,91 m         | Albuquerque     | 16 février 2023 |
| Lancer du poids  | 13,80 m        | Albuquerque     | 16 février 2023 |
| Saut en longueur | 6,34 m         | Albuquerque     | 16 février 2023 |
| 800 m            | 2 min 05 s 33  | College Station | 25 février 2022 |
| Pentathlon       | 5 004 pts (AR) | Albuquerque     | 16 février 2023 |

| Épreuve     | Performance | Lieu    | Date       |
| ----------- | ----------- | ------- | ---------- |
| 400 m       | 51 s 68     | Miramar | 4 mai 2025 |
| 400 m haies | 54 s 43     | Miramar | 3 mai 2025 |